# Vægtløftning
 Der er for få eller ingen kildehenvisninger i denne artikel, hvilket er et problem. Du kan hjælpe ved at angive troværdige kilder til de påstande, som fremføres i artiklen.

Vægtløftning er en sportsgren hvor man konkurrerer om at løfte tunge vægte monteret på en stang. Vægtløftning og Olympisk vægtløftning består i dag af to discipliner: Træk og stød. Der er tre forsøg til at løfte hver i hver disciplin. Det bedste godkendte løft i de to discipliner lægges sammen til en total som bestemmer vinderen løftes der samme vægt er det den lavest vejende (letteste) der vinder løftet. Skulle både løfttotal og vægt være ens er det den med færrest forsøg der vinder. Skulle alle forsøg også være ens er det den startende (første) løfter der vil vinde.

## Udførelse af løft
Der løftes på et plateau på 4 x 4 meter, som under løftets udførelse ikke må forlades.
Løfteren har et minut til at få løftet vægten fra det øjeblik, hvor han/hun kaldes ind til vægten. Har den samme løfter to på hinanden følgende løft, har han/hun to minutter. Hvis uret har været i gang, og der er øget fra anden løfter inden, og det er samme løfter igen, er der dog kun 1 min.
Vægten må gerne øges så længe dette sker inden for de første 30 sekunder fra løfteren er blevet kaldt ind. Hver løfter må højst ændre vægten to gange for hvert forsøg.
Hver deltager har tre forsøg i hver øvelse og der øges med minimum 1 kg mellem godkendte forsøg. Er et løft underkendt kan den samme vægt forsøges igen. En startvægt kan kun sænkes hvis anmodning herom kommer inden vægtstangen er belastet med den pågældende vægt.

### Træk
Vægtløfteren løfter vægten med bred fatning på stangen og der løftes fra gulv til strakte arme over hovedet i en bevægelse. Vægten modtages normalt i hugsiddende stilling, hvorefter løfteren rejser sig til opretstående stilling. Når vægten er i ro får løfteren et ”ned-signal”. Vægtstangen sænkes via tyngdekraften, men må ikke slippes med hænderne før den er nået til hoftehøjde. Hvis der gives slip før, resulterer det i diskvalifikation. Herefter bedømmes løftet.

### Stød
Vægtløfteren løfter vægten med smal fatning på stangen (cirka skulderbredde) og løftes fra gulv til skuldrene i en bevægelse. Vægten modtages normalt i hugsiddende stilling, hvorefter løfteren rejser sig til opretstående stilling. Herefter stødes vægten til strakte arme i en bevægelse. Når vægten er i ro får løfteren et ”ned-signal”. Vægtstangen sænkes via tyngdekraften, men må ikke slippes med hænderne før den er nået til hoftehøjde. Hvis der gives slip før, resulterer det i diskvalifikation. Herefter bedømmes løftet.

### Korrekte løft
For at et løft kan godkendes, skal følgende betingelser opfyldes:
- Træk: Løftet skal påbegyndes, inden tiden udløber (et eller to minutter efter løfteren er kaldt ind). Vægten må ikke slås på låret, og skal i modtagelsen være på og forblive på strakte arme. Her skal den holdes, mens løfteren rejser sig og kommer helt i ro. Fødderne skal være parallelle, når man står med vægten på strakte arme. Vægten må ikke tages ned, før ”ned-signalet” lyder, og må ikke slippes, før stangen er i hoftehøjde.
- Stød: Løftet skal påbegyndes, inden tiden udløber (et eller to minutter efter løfteren er kaldt ind). Vægten må ikke slås på låret, og skal i modtagelsen være helt oppe i skulderhøjde. Efter løfteren har rejst sig med vægten, skal stangen være i ro – stangen må ikke sættes i bevægelse – før den må stødes op. Her skal den modtages og holdes på strakte arme, indtil løfteren får sat fødderne i parallel position og kommer helt i ro. Vægten må ikke tages ned, før ”ned-signalet” lyder, og må ikke slippes, før stangen er i hoftehøjde.

### Bedømmelse
Der er tre dommere til at bedømme løftet – en centerdommer samt to sidedommere, der er placeret cirka seks meter fra plateauet. De to sidedommere sidder cirka 45 grader ud på hver side af centerdommeren, der sidder direkte foran løfteren.
Et løft er godkendt hvis mindst to af dommerne har godkendt løftet.

## Afvikling af konkurrencer
Vægtløfterne inddeles i vægtklasser (mænd og kvinder hver for sig) og ved mesterskaber (nationale og internationale) inddeles alle deltagerne i passende grupper (normalt en vægtklasse af gangen), hvor øvelsen træk løftes først med stigende vægte, derefter stød ligeledes med stigende vægte. De enkelte vægtløftere har på forhånd – ved indvejningen – opgivet startvægte, således at stævneledelsen ved hvilken rækkefølge løfterne skal ind og løfte. Startvægten kan ændres. Starter to løftere på samme vægt skal den løfter, der har det laveste lodtrækningsnummer starte. Lodtrækningen foregår også ved indvejningen.
Ved almindelige mesterskaber/stævner er den vægtløfter i vægtklassen, der har den største tokamp vinder. I større mesterskaber præmieres også vinderen af træk og vinderen af stød. Opnår to eller flere løftere samme tokamp, er den, der vejer mindst vinder. Der findes dog danske stævner og mesterskaber, hvor Dansk Vægtløftnings-Forbund har valgt at konkurrencen foregår på point. Det vil sige at resultatet for den enkelte vægtløfter ganges med en faktor, der er afhængig af løfterens kropsvægt. Jo større kropsvægt, jo mindre faktor. Det giver mulighed for at sammenligne resultaterne på tværs af vægtklasserne.

### Alderskategorier
Ud over vægtklasser inddeles løfterne også i alderskategorierne ungdom – junior – senior –
veteran. Man er ungdomsløfter til og med det kalenderår man fylder 17 år. Juniorløfter til og med det kalenderår man fylder 20 år og herefter senior. For veteranerne gælder følgende aldersklasser: 35-39 år, 40-44 år, 45-49 år, 50-54 år, 55-59 år, 60-64 år, 65-69 år, 70-74 år, 75-79 år, 80-84 år.
Der løftes her med en pointtabel, der tager hensyn til alderen. Det vil sige at resultatet ganges med en faktor. Jo ældre, jo større faktor.

### Vægtklasser
Af og til ændres grænserne for de enkelte vægtklasser af forskellige årsager.
Dette foregår internationalt og Dansk Vægtløftnings-Forbund følger de internationale grænser. For tiden, siden 1/11 2018 er følgende inddelinger gældende for veteraner, seniorer og juniorer:
| Mænd    | Kvinder |
| ------- | ------- |
| 55 kg   | 45 kg   |
| 61 kg   | 49 kg   |
| 67 kg   | 55 kg   |
| 73 kg   | 59 kg   |
| 81 kg   | 64 kg   |
| 89 kg   | 71 kg   |
| 96 kg   | 76 kg   |
| 102 kg  | 81 kg   |
| 109 kg  | 87 kg   |
| +109 kg | +87kg   |

Det skal forstås sådan at hvis man som mand vejer op til og med 55,0 kg, så er man i letteste klasse. Hvis vægten er 55,1 til og med 61,0 kg, så er man i 61 kg klassen osv.
For ungdomsløftere er der internationalt også en 50 kg klasse, mens den højeste vægtklasse er +94 kg. Dansk Vægtløftnings-Forbund har for ungdomsløfterne valgt, at +85 kg er højeste vægtklasse, men har også indført en 40 kg og en 45 kg klasse (det passer bedre til kropsvægtene hos danske børn). (bør opdateres ift ændringer)
Der findes også mesterskaber, hvor deltagerne konkurrerer i aldersgrupper (ungdomsfemkampen samt veteranmesterskaber). Ungdomsfemkampen er for vægtløftere op til og med 18 år og består af 5 øvelser:
- 40 meter sprint med liggende start
- Kuglekast bag over hovedet
- Kænguruhop (tre på hinanden følgende hop med samlede ben)
- Træk
- Stød

Hver øvelse giver et antal point afhængig af resultatet samt løfterens kropsvægt.
Inddelingen i grupper er: op til og med 10 år, 11-12 år, 13-14 år, 15-16 år og 17-18 år.
For veteranerne konkurreres i de gældende aldersklasser, uanset kropsvægten. Det samlede pointtal er afgørende for placeringerne.

## Rekorder
I hver alderskategori og hver vægtklasse er der enten sat rekorder i de tre discipliner (træk, stød, tokamp) eller sat et minimumskrav til en rekord. Dette gælder for både mænd og kvinder, på nationalt og internationalt plan.
De stående danske senior rekorder er:

## Historisk
Vægtløftning har formentlig altid fundet sted under en eller anden form. Stærke mænd har sikkert i fordums tid konkurreret om hvem der kunne løfte mest.
I nyere tid blev vægtløftningen rigtig først organiseret som en sportsgren, der blev dyrket i foreninger i slutningen af 1800-tallet. I 1895 blev vægtløftning, brydning og boksning organiseret i Dansk Athlet-Union. World Weightlifting Federation blev startet i 1905, og i 1945, nærmere bestemt 14. oktober, løsrev vægtløfterne i Danmark sig fra Dansk Athlet-Union og dannede Dansk Vægtløftnings-Forbund.
I starten konkurrerede man med faste vægte – kuglestænger i forskellige vægte og kugler med håndtag. Der blev konkurreret i både en-arms-øvelser og to-arms-øvelser, med først 7 discipliner, senere med 5 discipliner.
Senere blev der konstrueret vægtstænger med aftagelige skiver, således at vægtstangen kunne belastes med stigende vægte. Stængerne var dengang meget stive. Senere igen blev vægtstængerne let bøjelige og med kuglelejer så stangen kunne dreje uden at skiverne drejede med. Det formindskede skader i håndledene.
Gennem de sidste 50 år har Eleiko i Sverige leveret de stænger, der trænes med i klubberne samt bruges til konkurrencerne i Danmark.
I 1928 indførtes trekampen, dvs. at man konkurrerede i tre øvelser, stem, træk og stød. Øvelsen stem gik ud på at vende vægten med smal fatning – som i stød – til skuldrene og herefter på et signal fra dommeren stemme vægten til strakte arme. Øvelsen udviklede sig med årene mere og mere til at løfteren bøjede sig meget bagover for at få vægten på strakte arme, hvilke ikke er specielt sundt for ryggen og i 1972 valgte IWF at fjerne denne øvelse.
Danmark har gennem tiden haft flere rigtig gode vægtløftere, der kunne gøre sig gældende på international plan. Det startede i 1896, hvor Viggo Jensen fra Handelsstandens Atletklub vandt guld i toarms stød ved OL i Athen. Carl von Hauen fra AK. Dan vandt sølv ved Europamesterskaberne i 1907 i København. Ved OL i Los Angeles i 1932 blev Svend Olsen fra IK99 nummer to og i 1946 blev Niels Petersen fra AK Dan nummer to ved Europamesterskaberne i Paris og Europamester i 1949 i Haag. En anden god løfter var Johan Runge, der også blev Europamester i Haag i 1949 og i Milano i 1951. I nyere tid har Danmark haft en Europamester for ungdomsløftere, Anja Bærentsen fra AK Jyden i 1995 i Kavala, Grækenland. Desuden har Danmark haft flere Verdensmestre for veteraner. Her er Marga Jørgensen fra Ringsted den mest vindende vægtløfter fra Danmark. Hun har ikke mindre en ti verdensmesterskaber, hvilket har placeret hende i Masters Hall of Fame. Derudover kan Peter Petersen og Peter Vintersborg fra Næstved smykke sig med et verdensmesterskab, ligesom Hans Jørgensen fra Hillerød.
Danmark har haft flere deltagere ved de Olympiske Lege, men dog udenfor medaljerækkerne. Her kan nævnes Niels Florin, Thorvald Hansen, Christian Jensen, Søren Petersen og Erik Juul Jensen i Antwerpen i 1920, Henry Nissen i Amsterdam i 1928, Johan Runge, Jørgen Fryd Petersen, Jørgen Moritzen og Niels Petersen i London 1948. Jens Jørgen Mortensen i Helsingfors i 1952, Erling Johansen, Ib Bergmann og Bent Harsmann i München i 1972, Henri Høeg i Los Angeles i 1984, Per Larsen og Frank Strømbo i Seoul i 1988 samt Henrik Andersen og Kim Lynge Pedersen i Barcelona i 1992.

## Organisering
Dansk Vægtløftnings-Forbund er organiseret i en bestyrelse, tre lokalforbund samt et antal klubber (50 stk. per 2018) med et samlet medlemstal på over 11.000.
DVF’s bestyrelse består af seks personer, formand, næstformand, kasserer, eliteudvalgsformand, breddeudvalgsformand og sekretær. Derudover er der nedsat et dommerudvalg, ligaturneringsudvalg, veteranudvalg, uddannelsesudvalg, amatør og ordensudvalg.
De tre lokalforbund består hver især af en bestyrelse med formand, kasserer, sekretær og et antal bestyrelsesmedlemmer.
DVF har ansat en breddekonsulent i samarbejde med DIF samt en forretningsfører, der varetager den daglige drift af sekretariatet i Idrættens Hus i Brøndby sammen med en kontorhjælp.